# Villa La Loggetta
Villa La Loggetta è un edificio residenziale di Napoli ubicato in via Bernardo Cavallino, all'Arenella.
Di stile piuttosto eclettico, questa villa venne realizzata tra il 1936 e il 1937 da Marcello Canino su commissione della famiglia Cenzato. La villa si ripresenta con uno stile che assomiglia all'architettura romana.
Le strutture sono contraddistinte da due lunghi pergolati in calcestruzzo armato; oggi, la villa è stravolta grazie a recenti interventi di articolazione degli ambienti.

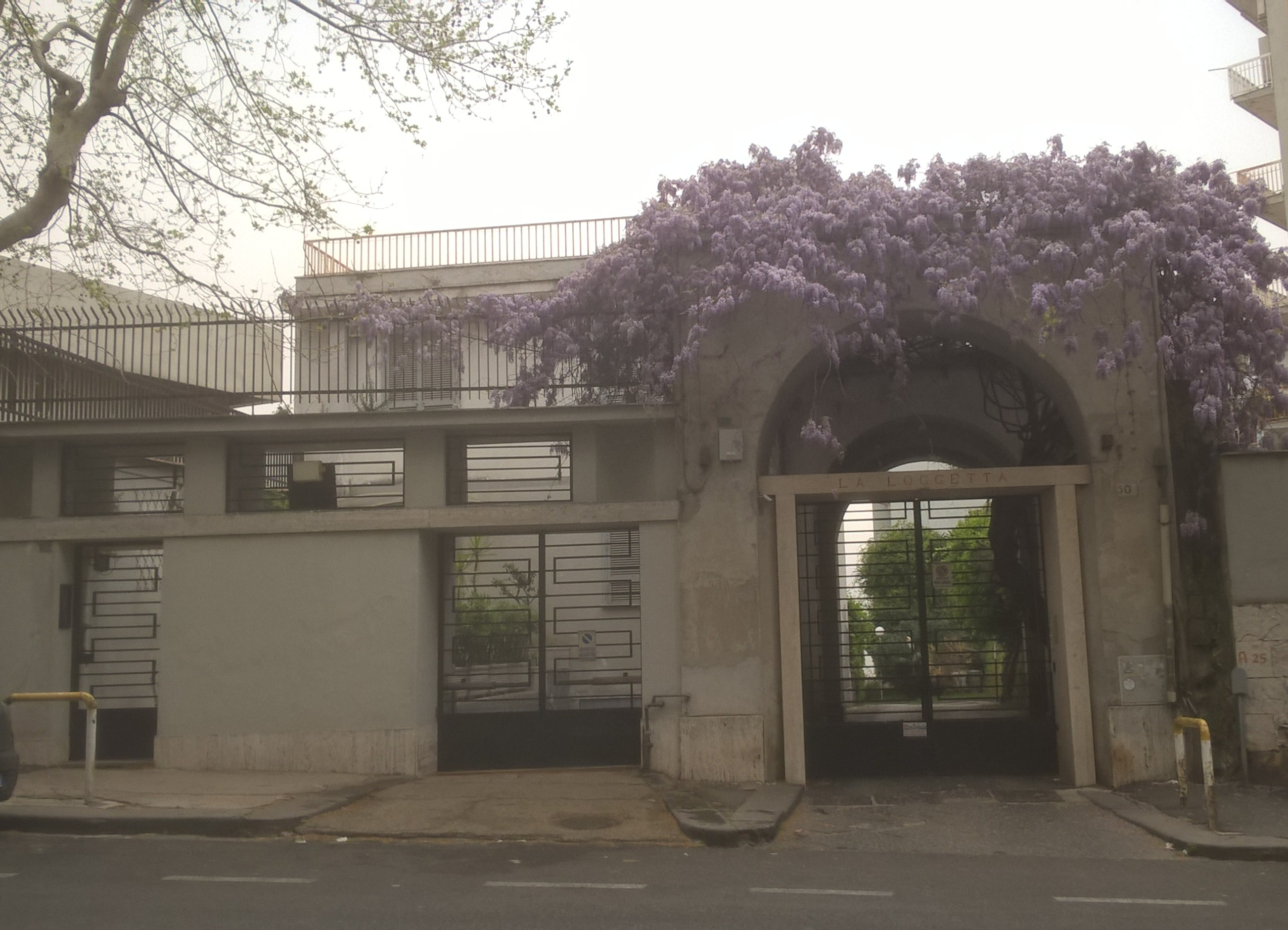
Villa 'La Loggetta'.